# Kółko Żabieckie
Kółko Żabieckie est une localité polonaise de la gmina de Pacanów, située dans le powiat de Busko en voïvodie de Sainte-Croix.